# Jurinella koehleri
Jurinella koehleri là một loài ruồi trong họ Tachinidae.